# Муроване (Шептицький район)
Муро́ване — село в Україні, у Шептицькому районі Львівської області. Станом на початок 2022 року в селі проживало близько тисячі людей.  

## Історія
Історія села Жабче починається в першій половині XV століття. Кажуть, що на старих церковних дзвонах, що були сховані перед війною, було вказано 1436 рік. Перша письмова згадка зазначена 1465 роком, коли Пйотр Кініцький гербу Правда, дворянин Болеслава IV, обміняв свої частини в Арцеліні і Дембську Плоцької землі на Жабче з Безеєвом на правах тенути. В 1578 році тенутаріями згадуються суддя Ян Кініцький, Мартін Кініцький та Томаш Рогаля. В першій половині XVII ст. село стає власністю Яна Анджея Сєраковського гербу Доленґа, каштеляна Белзького, а потім його сина Юзефа  — старости Житомирського, стражника великого коронного. В середині XVIII ст. Жабче переходить у власність Станіслава Сєкежинського. Цей рід володіє селом до середини XIX ст. В 1857 Гіацинта Вітковська, до шлюбу Сєкежинська, продала село Станіславу Поляновському. Останнім власником Жабчого, з 1890 року, був Станіслав Вісьнєвський з Кристинополя. Село носило кілька назв: до другої половини XVIII ст. — Жабче (пол. Żabcze, до 1952 року — Жабче Муроване (пол. Żabcze Murowane), зараз — Муроване.

## Постаті
Білик Юрій Михайлович — молодший сержант Збройних сил України, учасник російсько-української війни 2014—2015 років.

## Географія
Муроване розміщене в Надбужанській котловині, неподалік річки Солокії, що на півночі Львівської області.
Село розташувалось на пагорбах, над заболоченими долинами приток Солокії, на південь від Чорного шляху, що місцеві люди називали Сокальською дорогою.
На півночі, північному заході знаходиться поле, що називалось Дайнегове дерно. Броніслав Сокальський в своїй книзі про Сокальський повіт, згадує його, як найкраще в окрузі для вирощування збіжжя. На схід від села, знаходяться — Лиса гора та Гайчина (Дубняки), тут ще на початку XIX століття був дубовий ліс, що тягнувся
до Борятина та Себечева. На південному сході знаходиться джерело Панна, з цілющою водою. На півдні, біля залізничної колії, знаходиться Безуївська могила — це старовинний курган, на якому за австрійських часів був встановлений тріангуляційний знак. За колією, до Солокії і аж до межі з Жужелем, сінокоси та пасовища — Дичина.
На південний захід знаходяться луки Романівка. На захід — місцевість Безуїв, де до 1946 року було село. В північній частині села, де був панський маєток, знаходяться два стави — Вікнина.

## Церква
Першу згадку про заснування парафії в Жабчому знаходимо в податковому реєстрі Архіву Скарбу Коронного за 1535 рік. Цю дату подає Анджей Ґіль, у своїй праці «Церковна (парафіяльна) мережа Холмської православної єпархії на терені Белзького воєводства в XVI столітті».
Церква завжди носила відозву Воздвиження Чесного і Животворящого Хреста Господнього.
Належала церква до Белзького деканату Холмської єпархії Київської митрополії. В 1596 році з прийняттям Берестейської Унії церква стала греко-католицькою.
Ймовірно що існуюча будівля церква є третьою за рахунком. Про першу відомостей немає. Друга — збудована 1756 року (за іншими даними, в 1775 р.), за сприяння Теодора Пухевича. За сто років в 1875, коштом громад Жабчого та Безеєва, на її місці будують нову церкву — третю, яку в 1876 році освячує Єпископ Перемишльський Іван Ступницький, при канонічній візитації. Будували церкву Гарасимович — майстер, Бойко(Василик) та Левків(Пахолко).
В 1946 році у зв'язку з ліквідацією УГКЦ Радянською владою церква була закрита, а будівля використовувалась як склад.
В 1989 церкву було відреставровано.
Церква належить до складу Львівсько-Сокальської єпархії Української православної церкви Київського Патріархату.
Вихід з підпілля Української Греко-Католицької Церкви, що супроводжувався боротьбою за церковне майно, спричинив конфлікт в релігійному житті села. Після 15 років конфлікту, громадою вірян УГКЦ, була збудована церква біля памятника скасуванню панщини. Церква була освячена 27 вересня 2011 року, правлячим Архиєреєм Михайлом Колтуном і належить до складу Сокальсько-Жовківської єпархії Української Греко-Католицької Церкви.
В селі також існував костел, відкритий 1906 року, за сприяння Адольфа Пророка — римо-католицького священника з Острова. До осені 1951 року в костелі відправлялись богослужіння, які були припинені у зв'язку з переселенням католицького населення до Польщі. Будівля збереглася в хорошому стані, наразі там знаходиться Народний дім.
Перший священик, про якого є письмова згадка — Теодор Пампухович.
Нижче наводиться список всіх відомих парохів та роки їх служби.
Священники УГКЦ:
```
1692-1730	Пампухович Теодор 
1730-1744	Пухевич Матвій (Пампухович)
[
5
]

1745-1774	Пухевич Теодор
1785-1791	Плескевич Яків
1791-1795	Сосевич Іван			парох в Жужелі
1795-1798	Пущаловський Василь		парох в Жужелі
1798-1826	Карповський Семен
1827-1828	Трильовський Іван		парох в Себечеві
1828-1838	Трильовський Йосиф		парох в Себечеві
1838-1842	Тиліщак Олексій
1842-1845	Вислоцький Антін
1845-1858	Киверович Юстин
1858-1864	Лисяк Іван
1864-1901	Новосядловський Михайло
1898-1899	Миколаєвич Кость		асистент
1901  		Винницький Йосиф
1901-1905	Калінський Іван
1905		Лонцький Симеон
1905-1925	Худик Іван
1925-1926	Головід Стефан
1926-1946	Олійник Михайло
1939-1945	Федевич Іван			асистент
1989-1993	Савицький Михайло	 
1993-2005	Сеньковський Петро		парох в Ванові
.		Тимчак Андрій	 
.		Ващук Володимир	 
2005-2016	Звір Тарас			парох в Ванові
2016-		Василишин Павло
```

Священники УПЦ КП:
```
1989-2004	Хомин Богдан			парох в Острові
2004-2016	Турчак Мирослав
2016-		Кот Григорій
```

На території села є цвинтар, найдавніші поховання на якому датовані початком XX століття, хоча цвинтар існував від початку заснування села.

## Населення
З давніх часів село було заселене українцями. Поступово селились поляки, у кінці XIX-го століття добавилися жиди, проте їх кількість була незначною. Чисельність поляків поступово збільшувалась, від чверті, на початку XIX-го століття, до половини в 1939 році. Найбільші корективи в демографічні питання внесли I-ша та II-га світові війни, внаслідок яких, чисельність населення різко скоротилась.
Отож, в XXI-му столітті кількість жителів Мурованого, втретє в своїй історії, перевищила 1000 осіб.
| рік  | господарства | мешканці | українці | поляки | жиди | джерело |
| ---- | ------------ | -------- | -------- | ------ | ---- | ------- |
| 1857 |              | 505      | 400      | 105    |      | [ 6 ]   |
| 1890 | 118          | 676      | 501      | 140    | 35   | [ 7 ]   |
| 1914 |              | 1007     | 687      | 273    | 47   | [ 8 ]   |
| 1921 | 149          | 819      | 482      | 318    | 19   | [ 9 ]   |
| 1938 |              | 1025     | 575      | 442    | 8    | [ 10 ]  |
| 2001 | 319          | 1105     |          |        |      | [ 11 ]  |

### Переселення
В кінці XIX-го — початку XX-го століття чимала кількість жителів Галичини, шукаючи кращого життя, подались за океан. Серед цих людей, багато назавжди осіли в США, Канаді та Південній Америці. В часи І світової війни 1914-18 рр., мешканці нашого села, були змушені залишати свої домівки. Це було спричинено діями Російської армії, яка виселяла чоловіків призивного віку, щоб не допустити їх призову в армію Австро-Угорщини. Жителів було виселено в Житомирський повіт Волинської губернії.
З 1918 року біженці почали повертатись на рідні землі. В результаті розпаду Австро-Угорської імперії, Муроване опинилось в складі Польщі. Намагаючись збільшити свій вплив на східні території, керівництво Польщі заохочувало поляків до переселення на наші терени. Так 1935 року в Муровному з'явились так звані `осадніци`(колоністи). З Крачкової, що в Підкарпатському воєводстві, було переселено 6 родин (33 особи):
1. Базань Анджей / Лев Марія
2. Базань Марцін / Шмуц Марія
3. Бем Марцін / Шмуц Марія
4. Дзвєжинський Валентин / Базань Анеля
5. Дзвєжинський Юзеф / Рушель Текля
6. Кєляр Францішек / Павелек Катерина

Від 1933 до 1938 року кількість поляків в селі збільшилась на 114 осіб (українців на 19).
В 1938 в селі проживало 1018 осіб (568 грекокатоликів, 442 римокатоликів та 8 юдеїв).
На 01.01.1939 у селі проживало 960 мешканців (580 українців-грекокатоликів, 340 українців-римокатоликів, 30 поляків і 10 євреїв)
З початком II світової війни в 1939 році, багато поляків повернулись на колишні землі. Майже все жидівське населення було знищене в Сокальському гетто. Однак, у селі проживало, ще чимало людей (поляків і українців). 9 вересня 1944 року уряди ПНР і УРСР уклали угоду «Угода між Урядом Української Радянської Соціалістичної Республіки і Польським Комітетом Національного визволення про евакуацію українського населення з території Польщі і польських громадян з території УРСР», якою було покладено початок найбільшого переселення українців і поляків на наших теренах. Невелика частина жителів, ще в 1944 році, переселилась на захід Польщі добровільно. А в травні 1946 року всі українські родини, 95 сімей, були примусово виселені в Тернопільську область.
6 травня 1947 року уряди ПНР і УРСР оприлюднили спільну заяву про закінчення переселення поляків з території України до Польщі і українського населення з території Польщі до України.
| На основі пункту 3 § 1 дектрету від 5.09.1947 року про конфіскацію майна на користь держави (ПНР), яке залишилося після виселення людей до СРСР[15], а також розпорядження Міністерства Фінансів та Сільського Господарства і Земельних Реформ від 15.08.1948 року виданого в порозумінні з Міністром Адміністрації Публічної в справі порядку прийняття рішень, щодо конфіскації майна залишеного особами переселеними до СРСР[16] — Президія Народної Повітової Ради в Грубешеві поставновлює: що все майно, що знаходиться в селі Жабче Муроване, гміни Кристинополь, Грубешівського повіту, яке складається з земельних господарств, земельних ділянок на котрі не закладено іпотеки, будинки, інвентар та рухомість, що залишилась після нижчеперелічених осіб переселених до СРСР, загальною площею 143,27 га, конфісковано дня 20.5.1946 року зі всіма належними їм правами на власність держави (ПНР)[17]: |
15 лютого 1951 у Москві укладена «Угода між Союзом Радянських Соціалістичних Республік і Польською Народною Республікою від 15 лютого 1951 р. про обмін ділянками державних територій». До кінця 1951 року з Жабчого було виселено всіх польських громадян, переважна більшість на північний захід Польщі.
Першими поселенцями, вже Мурованого, стали жителі Крушельниці, що прибули в кінці березня 1952 р.
- виїхали в 1954-56 рр.

На початку квітня прибули жителі Смеречини.
Вже в середині 1952 року почали повертатись додому корінні мешканці. Люди повертались до середини 1960-х років.
В 1954-му прибули жителі з Равщини та Яворівщини.

### Мова
Розподіл населення за рідною мовою за даними перепису 2001 року:
| Мова              | Кількість | Відсоток |
| ----------------- | --------- | -------- |
| українська        | 1100      | 99.46%   |
| російська         | 2         | 0.18%    |
| румунська         | 1         | 0.09%    |
| інші / не вказали | 3         | 0.27%    |
| Усього            | 1106      | 100%     |